# Tadeusz Kondrusiewicz
Tadevuš Kandrusievič (en bielorruso: Тадэвуш Кандрусевіч; en polaco: Tadeusz Kondrusiewicz; nacido el 3 de enero de 1946) es un prelado bielorruso de la Iglesia Católica que sirvió como arzobispo de Minsk-Maguilov de 2007 a 2021. Ha sido obispo desde 1989, y de 1991 a 2007 ocupó cargos en Rusia.

## Primeros años y educación
Tadevuš Kandrusievič nació en Odelsk, Raión de Grodno, Bielorrusia, el 3 de enero de 1946 en una familia polaca, el mayor de los dos hijos de Ignacy Kondrusiewicz (1906–1985) y su esposa Anna (née Szusta; 1911–1999). Su hermana fue Maria Kondrusiewicz Buro (1949–1997). En 1962, después de completar su educación secundaria, estudió en el Departamento de Física y Matemáticas del Instituto Pedagógico Grodno, una escuela de formación de maestros. Tuvo que irse un año después debido a su práctica del catolicismo.
En 1964, ingresó en el Departamento de Energética y Construcción de Maquinaria en el Instituto Politécnico de Leningrado (ahora la Universidad Politécnica de San Petersburgo). Se graduó en 1970, convirtiéndose en ingeniero mecánico. Trabajó en Vilna, Lituania, que entonces era parte de la Unión Soviética.

## Inicios de su carrera
En 1976, a la edad de 30 años, ingresó en el Seminario Sacerdotal de Kaunas y fue ordenado sacerdote el 31 de mayo de 1981. Se desempeñó como cura asistente en varias parroquias de Lituania. El 13 de febrero de 1988, fue nombrado párroco de las parroquias de Nuestra Señora de los Ángeles y San Francisco Javier en Grodno, Bielorrusia.
El 10 de mayo de 1989, el Papa Juan Pablo II lo nombró Administrador Apostólico de Minsk, Bielorrusia y Obispo de Bizerta. El 20 de octubre, fue consagrado obispo por Juan Pablo II en la Basílica de San Pedro, con los cardenales Edward Cassidy y Francesco Colasuonno como co-consagrantes.
Durante su servicio como obispo fundó el Seminario Mayor de Grodno, logró regresar y reabrir unas 100 iglesias en Bielorrusia. Inició la traducción y publicación de literatura religiosa católica en el idioma bielorruso.
El 13 de abril de 1991, se erigió una Administración Apostólica para Rusia Europea (parte europea de Rusia) con sede en Moscú, y Kandrusievič fue nombrado para dirigirla. En 1999, esta Administración Apostólica se dividió en dos y permaneció al frente de la del norte, Rusia Europea Settentrionale. Finalmente, el 11 de febrero de 2002, el Papa elevó sus Administraciones Apostólicas y las demás en Rusia a diócesis unidas en una provincia eclesiástica. La Administración Apostólica en Moscú se convirtió en la Arquidiócesis Metropolitana de Moscú, y Kondrusiewicz fue nombrado Arzobispo.
Entre 1999 y 2005, Kandrusievič pasó dos mandatos de tres años como presidente de la Conferencia de Obispos Católicos de Rusia. De 1994 a 1999, fue miembro del Dicasterio para las Iglesias Orientales, y desde 1996 del Pontificio Consejo para la Pastoral de la Salud.
Kandrusievič es visto por muchos como un conservador moderado, hostil hacia el movimiento tradicionalista y la restauración de la Misa Tridentina, pero al mismo tiempo rechazando o desalentando muchos de los excesos del liberalismo teológico y litúrgico en su diócesis. Ha sido instrumental en el restablecimiento de la Iglesia católica en Rusia después del colapso del régimen comunista.

## Arzobispo de Minsk
El 21 de septiembre de 2007, Kandrusievič fue nombrado arzobispo de Minsk-Maguilov por el Papa Benedicto XVI.
El 30 de junio de 2011, Casimir Świątek se retiró de su cargo como Administrador Apostólico de Pinsk, y Kandrusievič lo reemplazó.
Durante la misa del 1 de noviembre de 2017, Kandrusievič calificó la Revolución de Octubre de 1917 en Rusia como un "desastre existencial" que trajo un inmenso sufrimiento a Bielorrusia. Señaló que Bielorrusia todavía celebra la fecha de la revolución como un día festivo, mientras que la población católica no tiene días libres oficiales en el Día de Todos los Santos y el Día de los Caídos para realizar sus ritos.
El 31 de agosto de 2020, a Kandrusievič se le impidió entrar en Bielorrusia después de visitar Polonia, a pesar de ser ciudadano bielorruso. Kondrusiewicz había dicho a un entrevistador que "hay razones para creer que la elección [del 9 de agosto de 2020] fue deshonesta". El 19 de agosto rezó en una prisión que albergaba a personas arrestadas por protestar contra esa elección y el 21 de agosto se reunió con el ministro del Interior para presentar una protesta contra la respuesta del gobierno a las protestas. Finalmente se le permitió regresar el 24 de diciembre.
Al cumplir 75 años el 3 de enero de 2021, Kandrusievič presentó su renuncia y el Papa Francisco la aceptó de inmediato.

## Premios
Fue galardonado con la Medalla Conmemorativa del 300.º Aniversario de San Petersburgo.
En marzo de 2021, el Centro para la Solidaridad Bielorrusa otorgó a Kondrusiewicz el Premio Global de Solidaridad Bielorrusa en la categoría "Con fe en mi corazón".